# Hamoaze

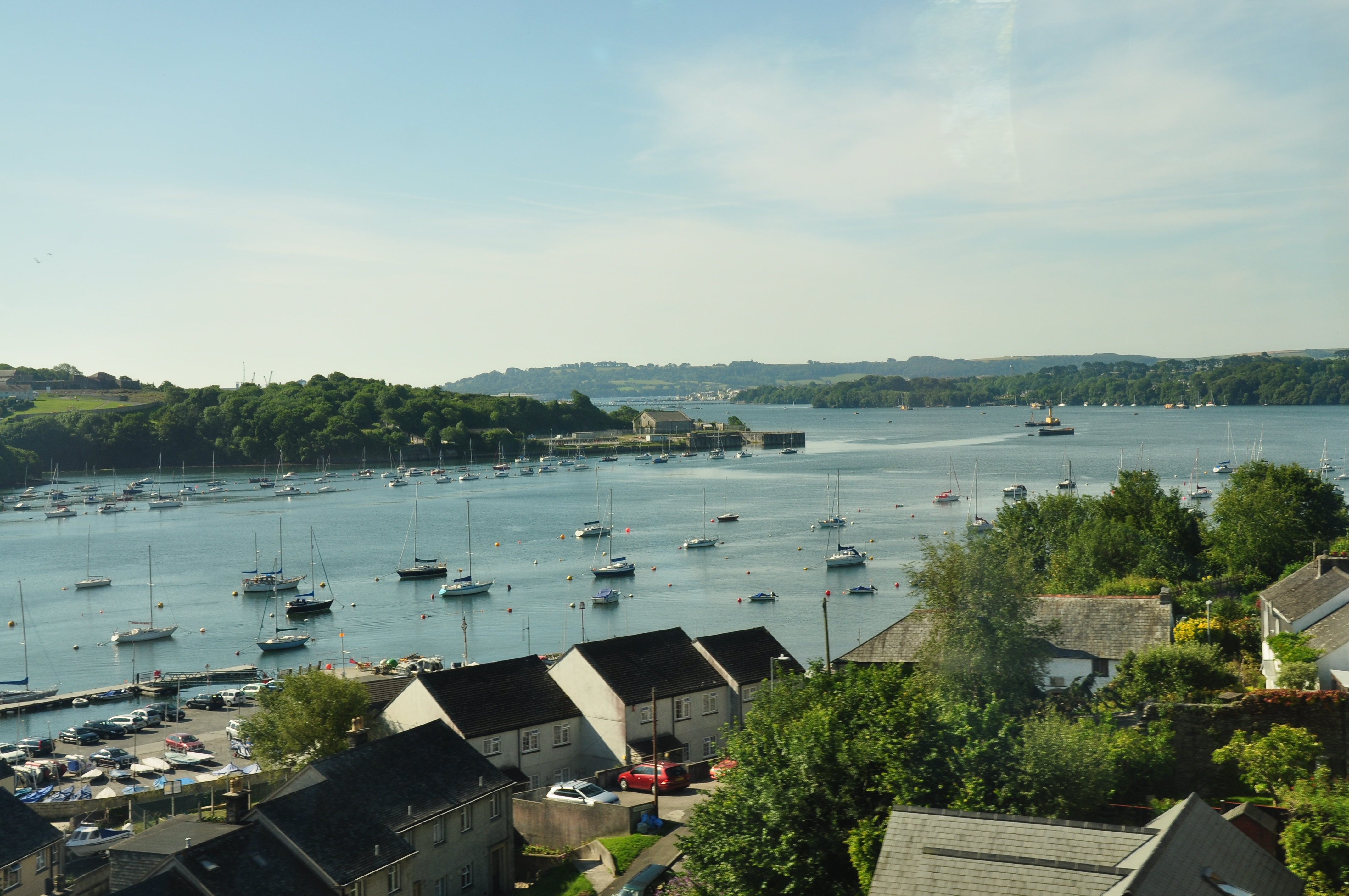
L'Hamoaze visto da Saltash

L'Hamoaze (/hæmˈoʊz/; pronuncia cornica: [ˈhɒmøz]) è una parte dell'estuario del fiume Tamar, tra la sua confluenza con  il fiume Lynher e il Plymouth Sound, in Inghilterra.
Il nome apparve la prima volta come ryver of Hamose nel 1588 e probabilmente in origine denominava solo un'ansa dell'estuario che portava al maniero di Ham, a nord dell'attuale  base navale di Devonport. In seguito il nome fu utilizzato per l'intero canale principale dell'estuario. La desinenza ose potrebbe derivare dall'inglese antico wāse, parola che significa 'fango', dato che l'ansa del fiume con la bassa marea si trasformava in una riva fangosa.
L'Hamoaze scorre attraverso la base navale di Devonport, oggigiorno una delle tre principali basi della Royal Navy. La presenza di numerose imbarcazioni da diporto nell'area costituisce un rischio e una difficoltà per le navi che attraccano alla base o al cantiere. La navigazione nell'area è controllata dal Queen's Harbour Master di Plymouth.
Sulle rive dell'Hamoaze si trovano gl'insediamenti di Saltash, Wilcove, Torpoint e Cremyll in Cornovaglia e di Devonport e Plymouth nel Devon.
Due servizi regolari di traghetti attraversano l'Hamoaze: i traghetti di Torpoint ( traghetti a catena che trasportano anche veicoli) e il traghetto di Cremyll (solo passeggeri e ciclisti).